# سيرجيو لورينتي
سيرجيو لورينتي (بالإسبانية: Sergio Llorente)‏ مواليد 13 سبتمبر 1990، هو لاعب كرة سلة إسباني بدأ مسيرته الاحترافية في سنة 2010.

## روابط خارجية
- سيرجيو لورينتي على موقع الدوري الأوروبي لكرة السلة (الإنجليزية)
- سيرجيو لورينتي على موقع الدوري الإسباني لكرة السلة (الإسبانية)
- سيرجيو لورينتي على موقع كرة السلة الأوروبية.كوم (الإنجليزية)
- سيرجيو لورينتي على موقع ريلجم (الإنجليزية)
- سيرجيو لورينتي على موقع بروبوليرز (الإنجليزية)
- سيرجيو لورينتي على موقع سبورتس رفرنس (الإنجليزية)